# 損保ジャパンDC証券
損保ジャパンDC証券株式会社（そんぽジャパンディーシーしょうけん）は、損害保険ジャパンが100%出資している証券会社。
証券会社ではあるが、企業への導入支援や金融商品（投資信託など）の情報提供、年金の記録管理まで、確定拠出年金に関するすべてのサービスを一手に担う専門の会社でもある。このサービスはアメリカの401Kを参考に当社が独自に確立したものである。

## 沿革
- 1999年5月 - 安田火災海上保険株式会社の子会社として、安田火災シグナ証券株式会社を設立
- 2001年11月 - 確定拠出年金運営管理機関として登録される
- 2002年7月 - 親会社の合併により株式会社損害保険ジャパン（初代）が発足したことに伴い、損保ジャパン・シグナ証券株式会社に社名変更
- 2003年9月 -  完全子会社化
- 2003年10月 - 損保ジャパンDC証券株式会社（初代）に社名変更
- 2006年9月 - 個人情報保護に関する認証「プライバシーマーク」取得
- 2014年9月 - 親会社の合併により損害保険ジャパン日本興亜株式会社が発足したことに伴い、損保ジャパン日本興亜DC証券株式会社に社名変更[1]
- 2020年4月 - 親会社が損害保険ジャパン株式会社（2代目）へ社名変更するのに合わせ、同日付で損保ジャパンDC証券株式会社（2代目）へ社名変更[2]。5年7か月ぶりに以前の社名に戻った。